# Bonellia sprucei
Bonellia sprucei är en viveväxtart som först beskrevs av Carl Christian Mez, och fick sitt nu gällande namn av B. Ståhl, Källersjö. Bonellia sprucei ingår i släktet Bonellia och familjen viveväxter. Inga underarter finns listade i Catalogue of Life.